# Laak (Davao de Oro)
Laak (San Vicente) ist eine philippinische Stadtgemeinde in der Provinz Davao de Oro. Sie hat 73.874 Einwohner (Zensus 1. August 2015).

## Baranggays
Laak ist politisch in 40 Baranggays unterteilt.
| - Aguinaldo - Banbanon - Binasbas - Cebulida - Il Papa - Kaligutan - Kapatagan - Kidawa - Kilagding - Kiokmay - Langtud - Longanapan - Naga - Laac (Pob.) | - San Antonio - Amor Cruz - Ampawid - Andap - Anitap - Bagong Silang - Belmonte - Bullucan - Concepcion - Datu Ampunan - Datu Davao - Doña Josefa - El Katipunan | - Imelda - Inacayan - Mabuhay - Macopa - Malinao - Mangloy - Melale - New Bethlehem - Panamoren - Sabud - Santa Emilia - Santo Niño - Sisimon - San Isidro-Sitio |